# Kai Greene
Leslie Kai Edward Greene (ur. 12 lipca 1975 w Brooklynie) − profesjonalny amerykański kulturysta. Trzykrotny wice Mr. Olympia (2012-14).

## Życiorys

### Wczesne lata
Urodził się w Brooklynie w Nowym Jorku. W swej autobiografii, opublikowanej na własnej stronie internetowej, Greene opisał dzieciństwo i wczesne dorastanie w dzielnicy Brooklynu jako ciężkie. W wieku sześciu lat przydzielony został mu opiekun prawny. Kai znaczną część okresu swojego dojrzewania spędził w rodzinach zastępczych. Gdy uczęszczał do siódmej klasy szkoły podstawowej, jeden z jego nauczycieli zachęcił go do uprawiania kulturystyki oraz korzystania ze sportu jako "narzędzia zmiany zachowania". Po odniesieniu kilku sukcesów w sporcie kulturystycznym jako junior zaczął trenować na brooklyńskiej siłowni 5th Avenue Gym, która w krótkim czasie stała się jego (tu cytat) "domem i instytutem edukacji sportowej".

### Kariera
Greene zadecydował o pozostaniu zawodowym kulturystą. By przejść na profesjonalizm, zwyciężał najpierw konkurencje dla amatorów. Początkowo startował w zawodach federacji National Physique Committee (NPC), z czasem wstąpił w szeregi prestiżowego International Federation of BodyBuilders (IFBB).
Debiutował w NPC podczas 1997 Atlantic States Championships; w kategorii wagowej ciężkiej zajął drugie miejsce. Jeszcze w 1997 został zwycięzcą całkowitym zawodów Blue Thunder oraz New York Amateur Grand Prix. Dwa lata później wystartował jako zawodnik o masie superciężkiej w trakcie New Jersey Suburban Championships; zmagania zwyciężył. Wygrał też zawody Team Universe, po czym zniknął ze sceny kulturystycznej na okres pięciu lat. Powróciwszy w 2004, raz jeszcze zdobył złoty medal w trakcie Team Universe, tym razem nie tylko w swojej wagowej kategorii, a także ogółem. Po roku zadebiutował na scenie IFBB, które zaczęło sponsorować jego karierę. Między innymi dwukrotnie (2009, 2010) wygrał zmagania Arnold Classic. Dwa razy z rzędu uhonorowano go złotem również podczas Grand Prix Australii.
Greene uważa, że zajął się kulturystyką przez wzgląd na zamiłowanie do sztuk wizualnych.

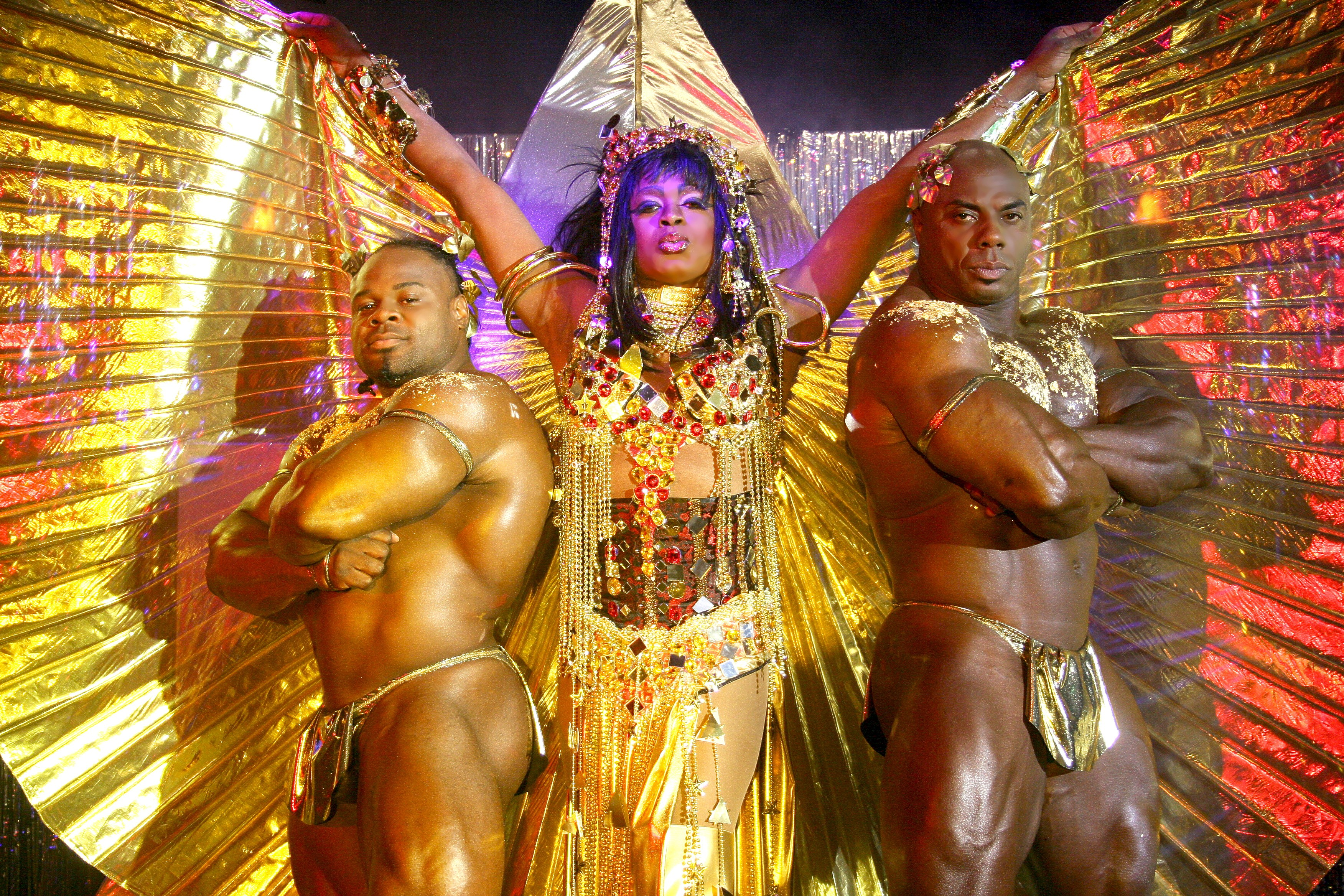
Kai Greene (z lewej), Aaron Warr (w środku) i Toney Freeman (z prawej) w filmie My Guaranteed Student Loan (2010).

Kai Greene sporadycznie pojawia się w mass mediach. W 2010 roku, wraz z kulturystą Toneyem Freemanem, wystąpił gościnnie w niezależnej, wąsko dystrybuowanej komedii o tematyce LGBT College Debts (My Guaranteed Student Loan, 2015), wcielając się w postać striptizera. Pojawił się na okładkach czasopism związanych ze sportem kulturystycznym: Muscular Development (trzykrotnie, w czerwcu 2008 oraz kwietniu i czerwcu 2009) oraz Planet Muscle (wrzesień 2009).
Ponadto w roku 2006 wystąpił w filmie wytwórni Dynamite Studios As Big As It Gets, w którym grał sceny masturbacji. Wystąpił też w filmach dokumentalnych: Generation Iron (2013) i Generation Iron 2 (2017).

## Osiągnięcia
- 1994:

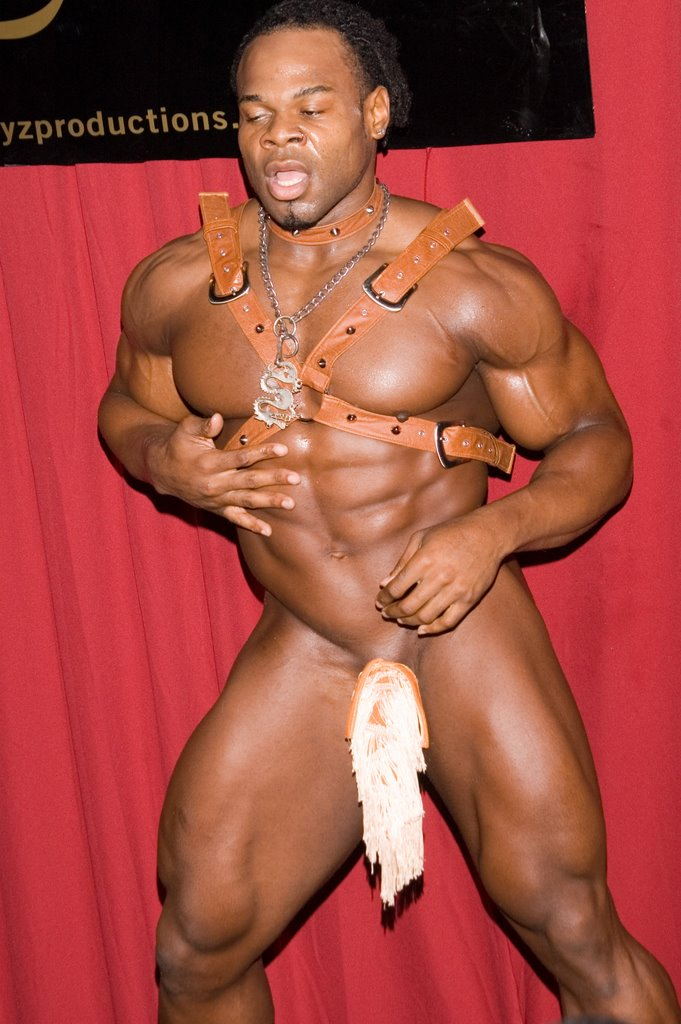
Kai Greene podczas występu erotycznego w Faultline Bar w Los Angeles − maj 2006

  - American Nationals − federacja NGA − całkowity zwycięzca
- 1996:
  - Pro Natural World − fed. WNBF − zwycięzca
- 1997:
  - Atlantic States Championships − fed. NPC, kategoria ciężka − II m-ce
  - Blue Thunder − fed. NPC, kat. ciężka − I m-ce
  - Blue Thunder − fed. NPC − całkowity zwycięzca
  - New York Amateur Grand Prix − fed. NPC, kat. ciężka − I m-ce
  - New York Amateur Grand Prix − fed. NPC − całkowity zwycięzca
  - Team Universe Championships − fed. NPC, kat. ciężka − II m-ce
- 1998:
  - Team Universe Championships − fed. NPC, kat. ciężka − III m-ce
- 1999:
  - New Jersey Suburban Championships − fed. NPC, kat. superciężka − I m-ce
  - Team Universe Championships − fed. NPC, kat. ciężka, I m-ce
  - Team Universe Championships − fed. NPC − całkowity zwycięzca
  - World Amateur Championships − fed. IFBB, kat. ciężka − VI m-ce
- 2004:
  - Team Universe Championships − fed. NPC, kat. ciężka − I m-ce
  - Team Universe Championships − fed. NPC − całkowity zwycięzca
- 2005:
  - New York Pro Championships − fed. IFBB − XIV m-ce
- 2006:
  - Colorado Pro Championships − fed. IFBB − XIV m-ce
  - Ironman Pro Invitational − fed. IFBB − poza czołówką
  - New York Pro Championships − fed. IFBB − poza czołówką
- 2007:
  - Colorado Pro Championships − fed. IFBB − zwycięzca
  - Keystone Pro Classic − fed. IFBB − III m-ce
  - New York Pro Championships − fed. IFBB − VI m-ce
- 2008:
  - Arnold Classic − fed. IFBB − III m-ce
  - New York Pro Championships − fed. IFBB, kat. "Open" − I m-ce
- 2009:
  - Arnold Classic − fed. IFBB − zwycięzca
  - Grand Prix Australii − fed. IFBB − zwycięzca
  - Mr. Olympia − fed. IFBB − IV m-ce
- 2010:
  - Arnold Classic − fed. IFBB − zwycięzca
  - Grand Prix Australii − fed. IFBB − zwycięzca
- 2011
  - New York Pro – fed. IFBB – zwycięzca
  - Mr. Olympia − fed. IFBB – III Miejsce
- 2012
  - Mr. Olympia − fed. IFBB – II Miejsce
- 2013
  - Mr. Olympia – fed. IFBB – II Miejsce
  - Pro Europa EVL – fed. IFBB –  I Miejsce
- 2014
  - Mr. Olympia – fed. IFBB – II Miejsce